# Thun und Hohenstein

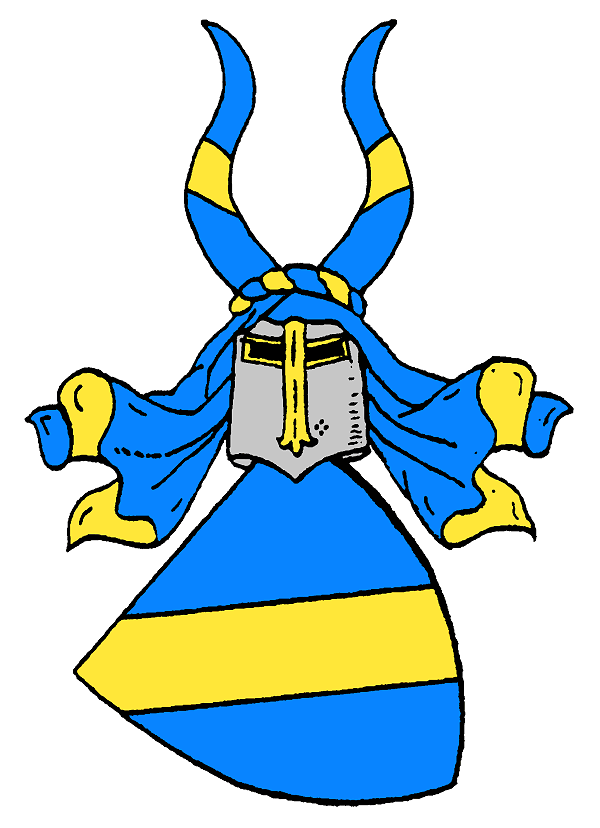
Stammwappen derer von Thun

Thun bzw. Thun und Hohenstein ist der Name eines österreichischen Uradelsgeschlechts aus dem Fürstbistum Trient, das seit dem 12. Jahrhundert nachweisbar ist. Der Stammsitz der bischöflichen Ministerialen lag auf dem Nonsberg. Die Familie bewachte und beherrschte bald von etlichen Burgen aus fast das gesamte Nonstal, mehrere frühe Höhenburgen liegen in der Nähe des namensgebenden Ortes Ton (Thun in Tirol). Einzelne Zweige sind bis heute im Trentino ansässig, dessen einst hochstiftliche Gebiete ab 1803 zur Grafschaft Tirol im Kaisertum Österreich kamen. Schon seit Anfang des 15. Jahrhunderts waren auch Besitzungen in der benachbarten Grafschaft, also im heutigen Südtirol an die Familie gelangt.
Um 1600 gingen Zweige nach Böhmen und Mähren, wo sie ausgedehnten Grundbesitz erwarben. Vertreter der Familie lebten auch in Wien und anderen Regionen der Habsburgermonarchie, zu deren bedeutendsten Adelsgeschlechtern sie aufstiegen. 1604 wurde die Familie in den Freiherrenstand erhoben, 1629 durch Kaiser Ferdinand II. in den Reichsgrafenstand. Mit der zuvor reichsunmittelbaren Grafschaft Hohenstein, heute: Hohenstein (Thüringen), wurde Christoph Simon von Thun während des Dreißigjährigen Krieges 1628 belehnt, allerdings nur kurzzeitig bis 1648, und fügte deren Namen dem seinen hinzu.
Im Jahr 1911 erfolgte in Cisleithanien (dem westlichen Teil Österreich-Ungarns) durch Kaiser Franz Joseph I. die Erhebung in den Fürstenstand mit dem Prädikat „Durchlaucht“. Die Familie gehört damit dem Hochadel an. Das Adelsgeschlecht stellte viele Bischöfe, Erzbischöfe und einen Kardinal sowie 1898/1899 den k.k. Ministerpräsidenten in Altösterreich. Von 1861 bis 1918 hatten die Grafen von Thun und Hohenstein einen erblichen Sitz im Herrenhaus inne.

## Etymologie und Namensentwicklung
Die Herren von Thun waren am Anfang ihrer Existenz den diversen sprachlichen Einflüssen in der Alpenregion ausgesetzt. In den durchwegs lateinischen Urkunden des 11. bis 13. Jahrhunderts wurden sie auch Thunne, Tunnum, Tonnum, Tonno, Tono und Tunno genannt. Am Nonsberg verlief die Sprachgrenze, nur die Dörfer am nördlichen Rand des Tales waren deutschsprachig, die übrigen überwiegend ladinisch.
Als Simon von Thun 1407 in den Elephantenbund eintrat, etablierte sich der Name Thun endgültig und fand fortan Verwendung. Mit Beginn der Herrschaft über die Grafschaft Hohenstein ab dem Jahr 1628 wurde diese Teil des Familiennamens.
Als Thun und Hohenstein sind die verschiedenen Linien im Adelsarchiv registriert.
Genealogie mit folgenden Hauptlinien,:
- Linie Castel Thun(n)
- Linie Castel Caldes († 1633)
- Linie Castel Brughier
  - Böhmische Linie
    - Linie Klösterle
    - Linie Tetschen
    - Linie Choltic
    - Linie Ronsperg-Benatek

  - Linie Castel Brughier – auch Tirolische oder Südtirolische Linie
    - Linie Castel Croviana († 1743)
    - Zweite Linie Castel Caldes († 1741)
    - Letzte Linie Castel Caldes († 1850)

## Herkunft und Besitztümer im Hochstift Trient und in Tirol

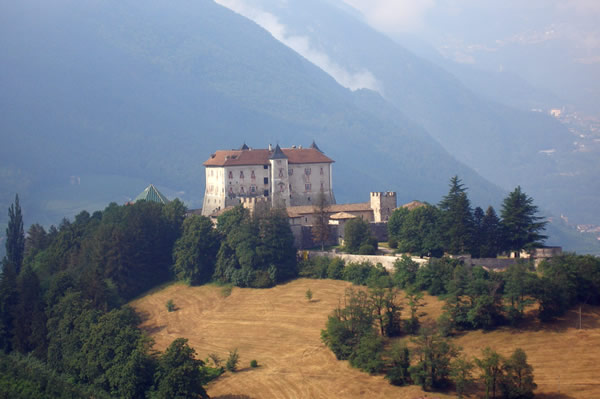
Castel Thun bei Ton (Thun in Tirol) im Nonstal, Provinz Trient

Die Ursprünge des Geschlechts Thun und Hohenstein, das bis ins 12. Jahrhundert urkundlich belegt ist und in Legenden sogar mit dem Heiligen Vigilius, dem Schutzpatron von Trient (4. Jahrhundert), in Verbindung gebracht wird, liegen auf dem Nonsberg in Welschtirol (heute Trentino). Dort gibt es heute noch die mehrere Dörfer umfassende Gemeinde Ton (Thun in Tirol), wo auch die gleichnamige Pfarre ihren Sitz hatte, die es ab immemorabili gab. Der erste Familiensitz befand sich wahrscheinlich auf dem Dosso del Castelletto, wo heute das Kirchlein S. Margherita steht; Albert von Tonne wurde 1199 mit der Anhöhe Visione bei der Engstelle Rocchetta am Eingang des Nonsberges belehnt. Nach der Mitte des 13. Jahrhunderts wurde die Familie mit dem heutigen Castel Thun in der Gemeinde Ton belehnt, das bis ins 15. Jahrhundert als Castrum Novesini oder Belvesini bezeichnet wird.
Erstmals erwähnt wird das Geschlecht mit Bertholdus de Tonne 1145 als Zeuge bei der Stiftung des Augustiner-Chorherrenstifts St. Michael durch die Grafen von Eppan. Der Aufstieg der Thuns begann mit dem Aussterben der Eppaner 1273, wodurch sie ihren Lehnsbesitz ausdehnen konnten. Der Erwerb von Ländereien beschleunigte sich im 14. Jahrhundert, in einer Zeit großer Spannungen zwischen dem Fürstbistum Trient und der Grafschaft Tirol. Auch dank ihrer weitsichtigen Heiratspolitik kam die Familie Thun in den Besitz zahlreicher und bedeutender Rechte und Besitztümer. Zu den bedeutendsten gehörten Castel Thun und Castel Bragher sowie das Castel di Castelfondo. Castel Thun ging 1982 aus der Familie und ist jetzt Museum mit originalem Inventar, die beiden letzteren befinden sich bis heute im Eigentum der Familie.
Zum historischen Besitz im Trentino und in Südtirol zählen u. a.:
- Castel Visione, frühester Sitz (ab 1199) des Geschlechts am Eingang in das Nonstal, beim Weiler Masi di Vigo, einer Fraktion der Gemeinde Ton. Nur wenige Mauerspuren.
- Castel San Pietro bei Vigo di Ton im Nonstal, Ende des 13. Jahrhunderts erbaut, 1321 erstmals urkundlich erwähnt, seit Ende des 17. Jahrhunderts verfallen.
- Castel Thun bei Ton (Thun in Tirol) im Nonstal, etwa Mitte 13. Jh. von den Thun erbaut; 1926 erwarb es der böhmische Zweig. Bis 1982 im Besitz der Familie, heute Museum.
- Castel Bragher bei Coredo im Nonstal, mit Ländereien 1321 erworben durch Simon von Thun von der Familie Coreth vom benachbarten Castel Coredo. Bis heute im Besitz der Familie.
- Castel San Pietro, Burg in Borgo Valsugana im mittleren Valsugana, im Besitz der Familie von 1338 bis 20. Jh. (?), heute Ruine
- die Güter der Altaguarda im Nonstal (1387), darunter das Castello di Altaguardia (1391–1895), Ruine
- Burg Stein am Ritten, Südtirol, von 1429 bis 1551
- Schloss Königsberg (Faedo) im Etschtal (ab 1407 als Burghauptleute, 1474–1559 im Pfandbesitz, 1627–1648 als Pflegschaft)
- Schloss Summersberg in Gufidaun/Südtirol, von 1458 bis 1551 im Besitz
- Castell Caldes in Caldes (Trentino) im Val di Sole (1464–1870), als Erben der Familie Caldes
- Castello di Castelfondo in Castelfondo im oberen Nonstal, unweit der Grenze zum Deutschnonsberg (seit 1471 im Besitz der Thun, das verlassene Schloss wurde im 18. Jahrhundert vom böhmischen Zweig an den Zweig auf Castell Brughier verkauft, der es bis heute besitzt)
- die Rocca di Samoclevo, Caldes. Im 15./16. Jahrhundert im Besitz der Familie, heute Ruine.
- eine Hälfte von Castel Cagnò
- Castel Mocenigo
- Castel Rumo
- Castel San Ippolito
- Burg Fragenstein (Zirl/Tirol), von 1525 bis 1537 im Besitz
- Castel Rocchetta, Burg und Zollstation an der Rocchetta-Engstelle am Eingang in das Nonstal, ab 1534, im 19. Jh. abgetragen
- Palazzo Thun, Trient, erbaut von Sigmund von Thun († 1559), Stadtsitz der Linie Castel Thun bis 2. Hälfte 19. Jh., seither Rathaus
- Ansitz Campan, in Kaltern/Südtirol, von 1598 bis 1641 im Besitz der Familie
- Castel Telvana, Burg nördlich von Borgo Valsugana, im 17. Jahrhundert im Besitz der Familie
- Croviana: Castello dei Pezzen (die Pezzèn, eine Familie aus dem Vatellina, übertrugen es 1650 an die Thun, die es bis 1870 hielten, danach kam es an die Taddei de Salis aus Tirano)
- Burg Reinegg (Südtirol), von 1609 bis 1635 im Besitz
- Schloss Maretsch, Bozen/Südtirol, von 1658 bis 1851 im Besitz
- Schloss Welsperg im Pustertal (Südtirol), seit etwa 1900 bis heute im Besitz

sowie
- Gerichtsbarkeit über Castelfondo (Pfandlehen seit 1471)
- bischöfliche Gerichtsbarkeiten Masi di Vigo, Tuenetto, Rabbi
- Kirchenpatronat über San Romedio (seit 1513), Tavon

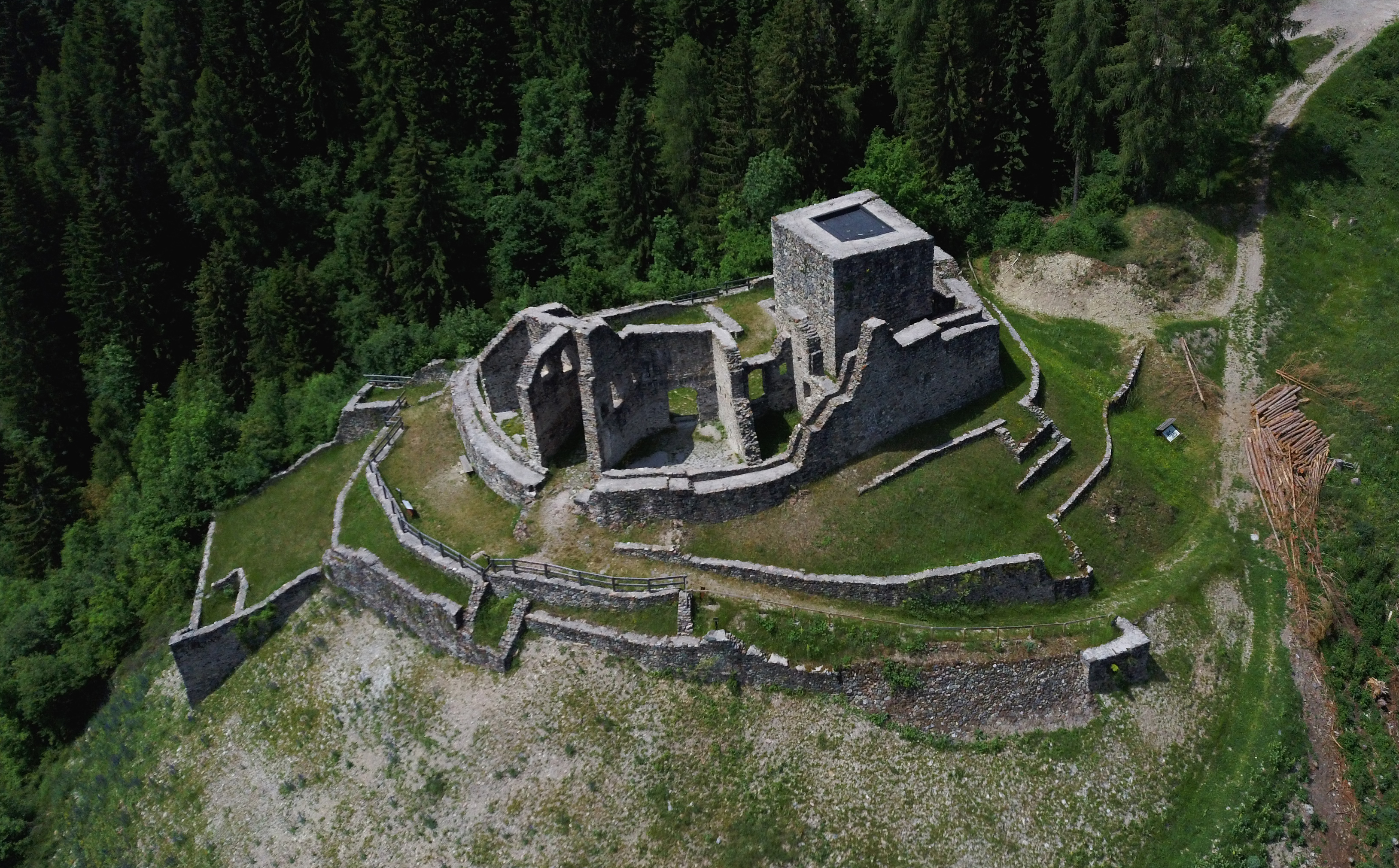
Castello di Altaguardia
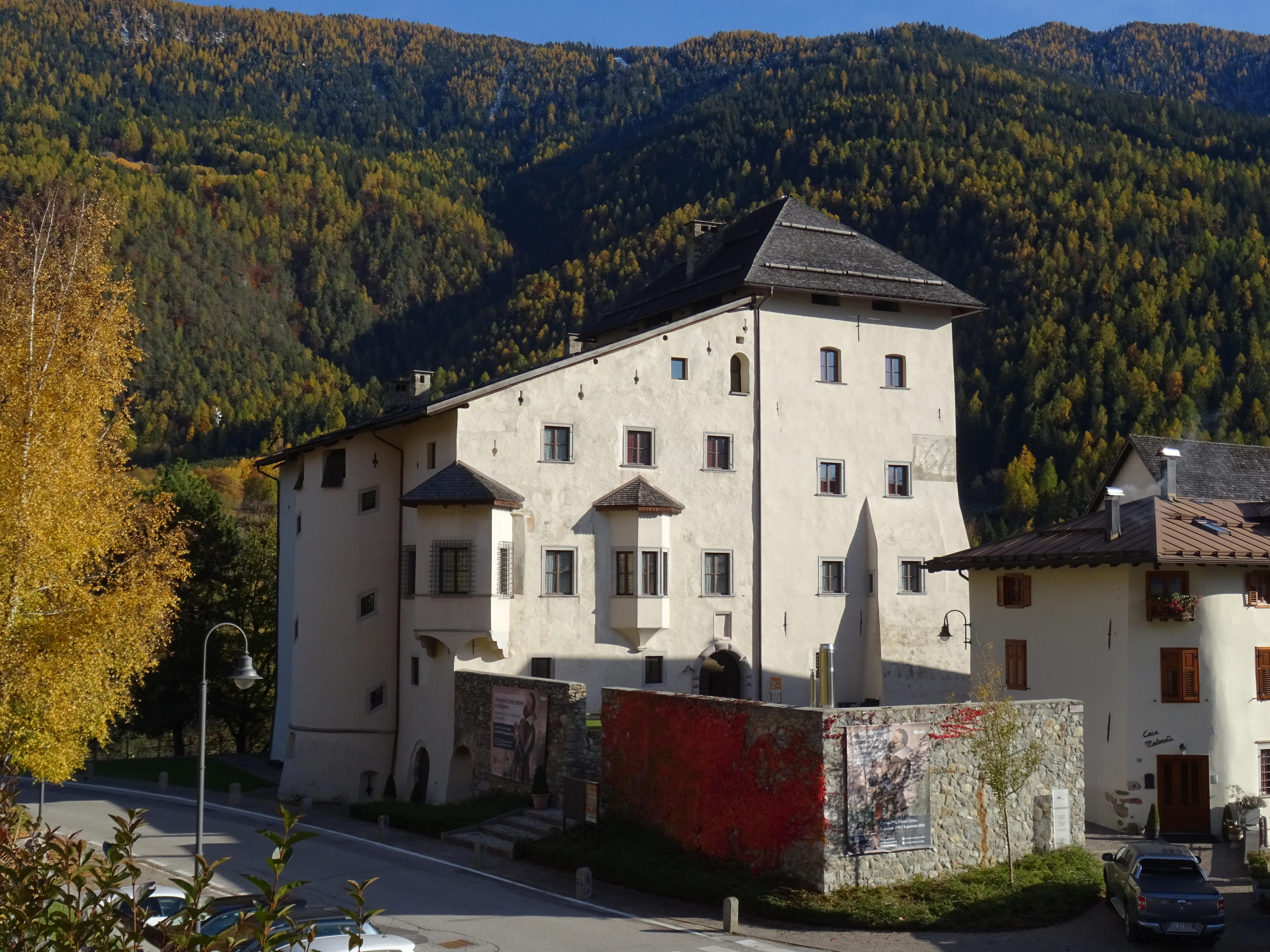
Castello di Caldes
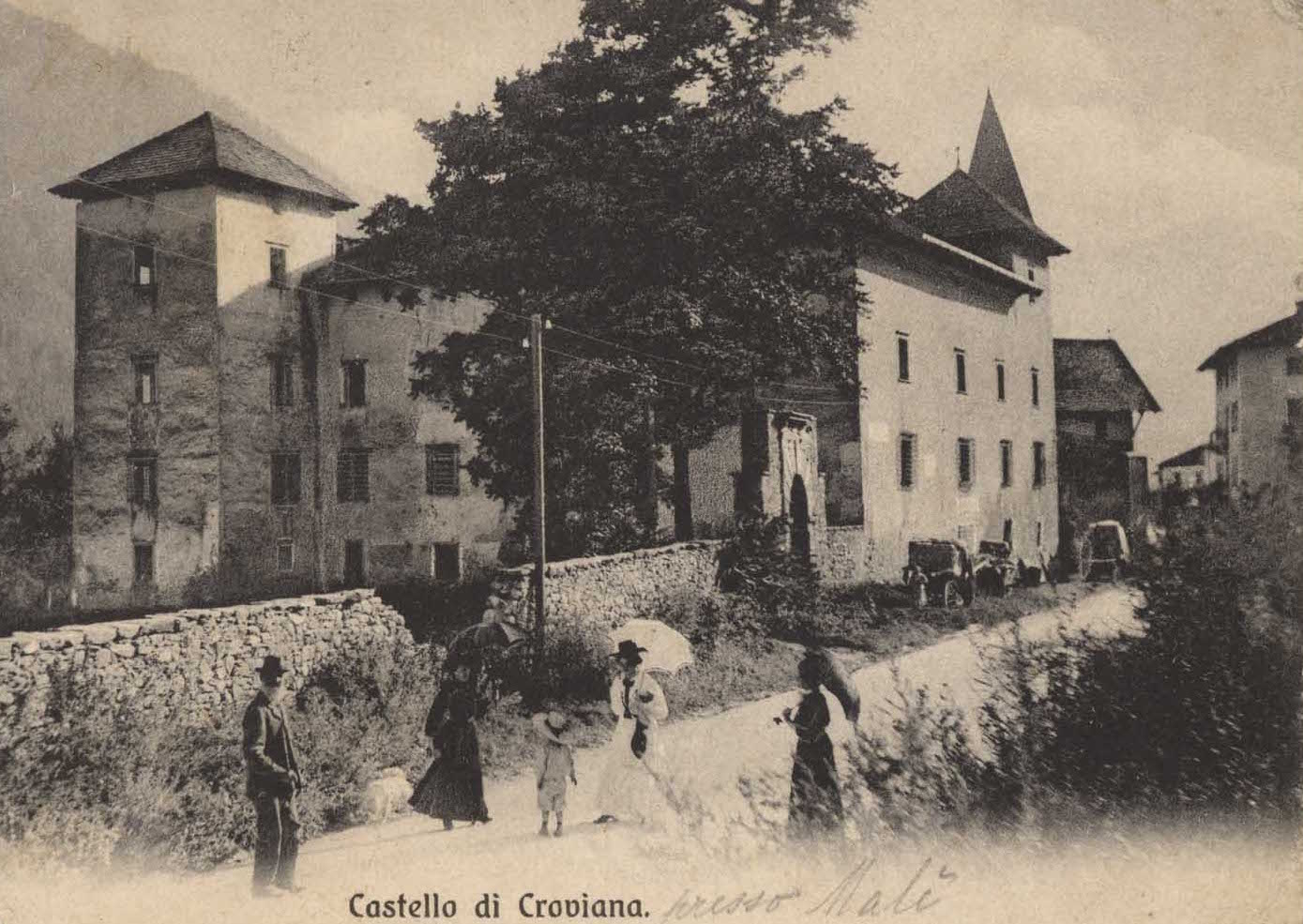
Croviana, Castello dei Pezzèn
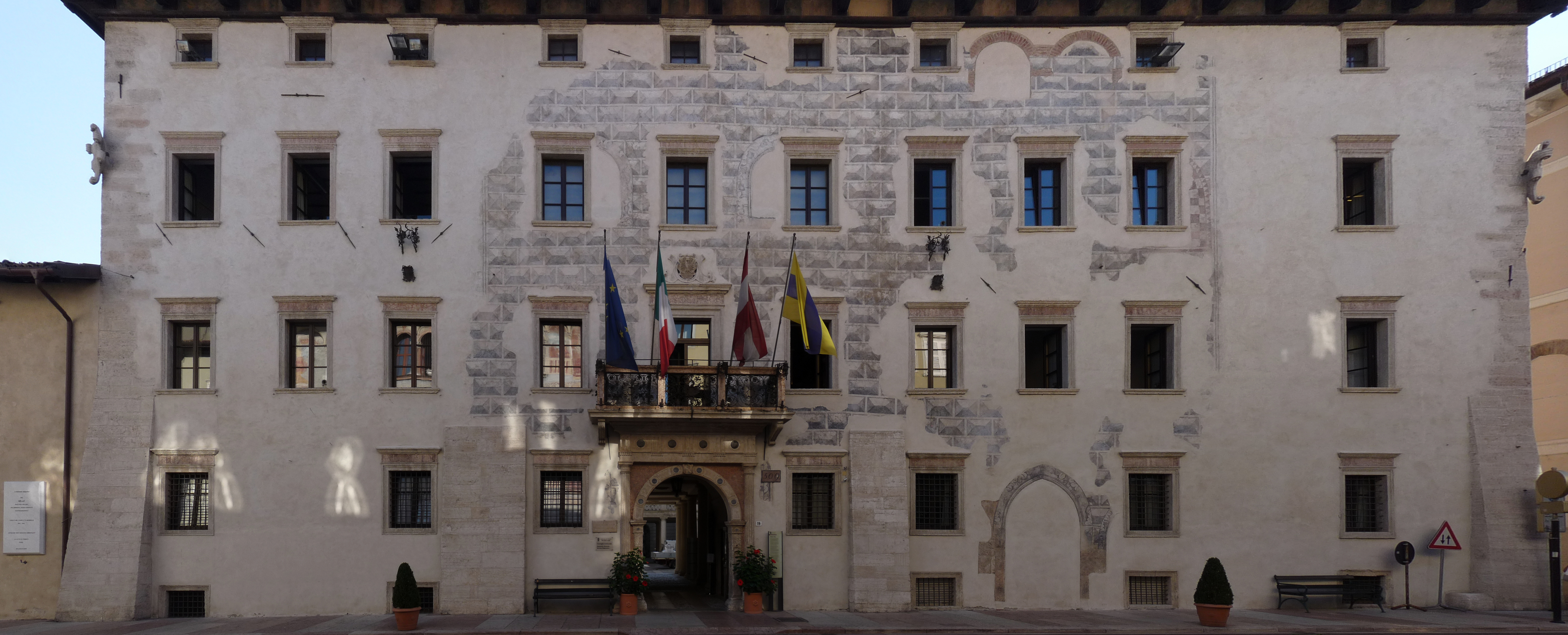
Palazzo Thun, Trient
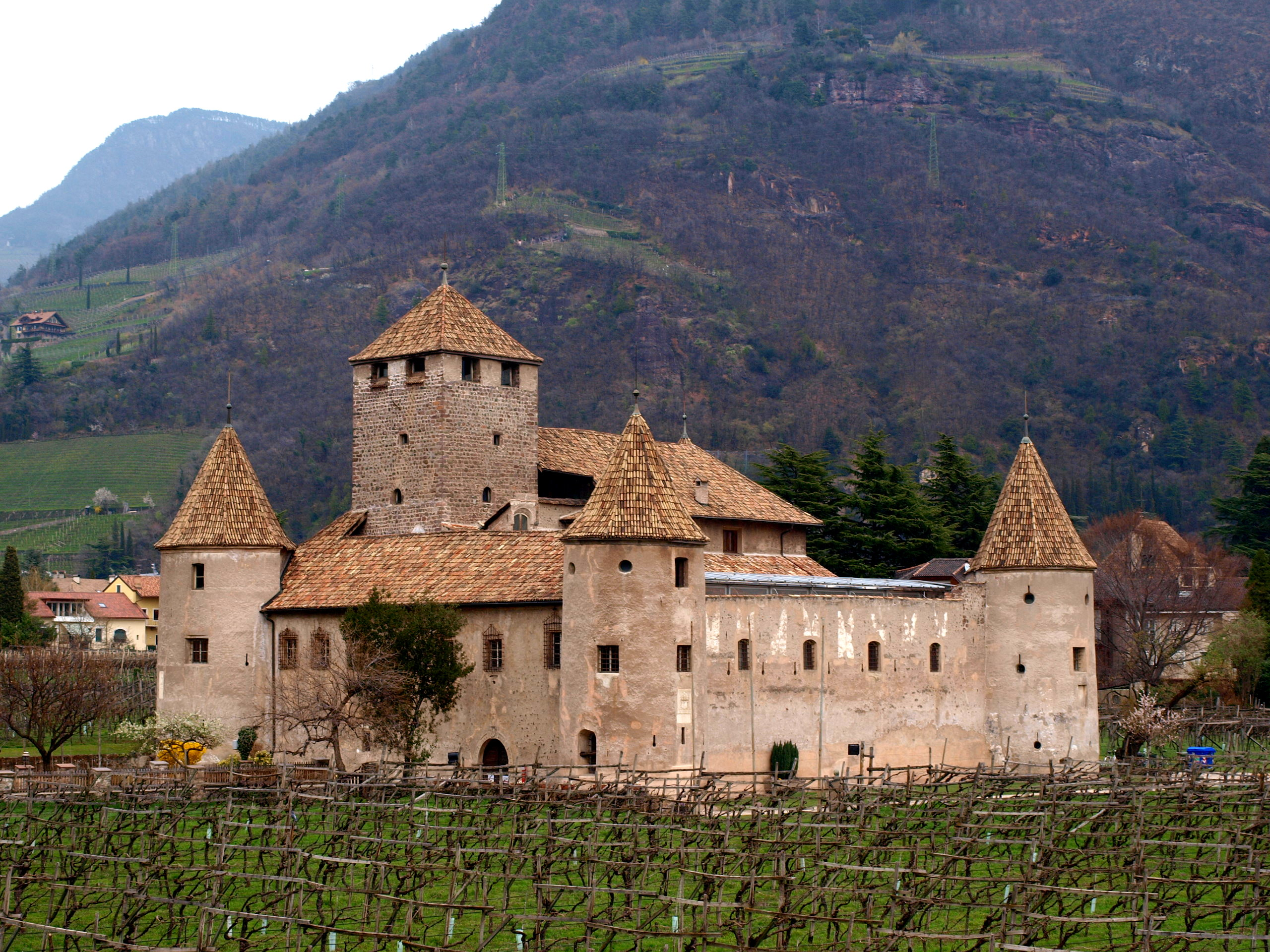
Schloss Maretsch, Bozen, Südtirol
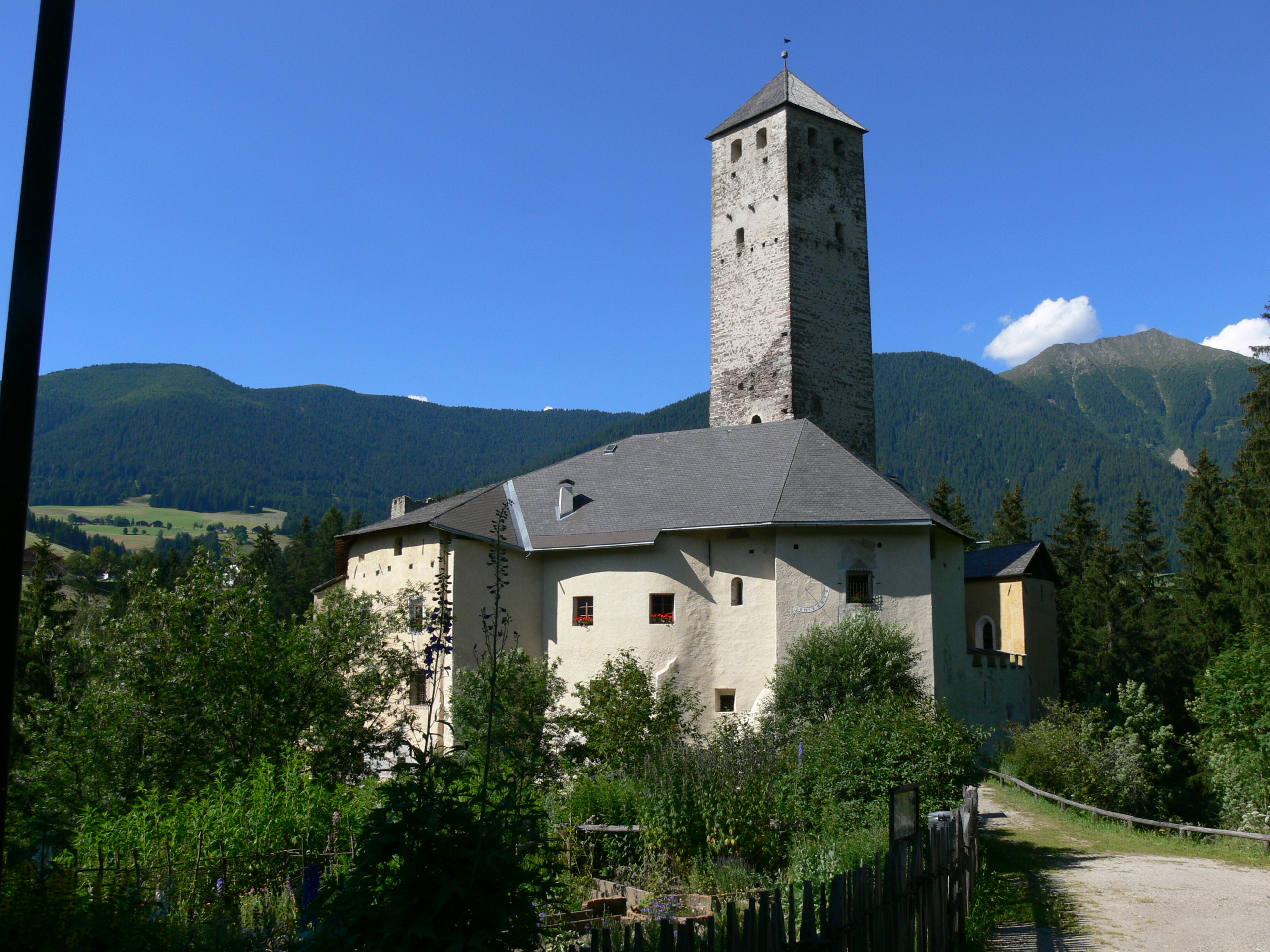
Schloss Welsperg im Pustertal, Südtirol

## Weitere Geschichte
Im 15. Jahrhundert konnten die Thun ihre Macht und ihre Besitztümer weiter steigern. Parallel dazu wuchs auch ihr Prestige. Im Jahr 1469 wurde ihnen das erbliche Hofamt des Mundschenks des Fürstbistums Trient verliehen und 1558 dasselbe Amt im Fürstbistum Brixen. 1604 erhielten sie von Kaiser Rudolf II. den Freiherrentitel.
Bis in die zweite Hälfte des 16. Jahrhunderts gelang es der Familie, ihr Vermögen ungeteilt zu bewahren, obwohl sich bereits mehrere Linien abgezeichnet hatten; danach nahm Sigmund (1537–1597) in seiner Eigenschaft als Senior der Familie die Aufteilung der Güter in drei Teile vor. Nach einer langen und problematischen Transaktion, die durch die formelle Urkunde vom 9. April 1596 besiegelt wurde, bestätigte sich die Unterteilung in die drei Linien Castell Thun, Castell Brughier und Castell Caldes (1633 erloschen).
Die Linie Castell Brughier wurde nach dem Tode Sigmunds unter dessen drei Söhnen erneut aufgeteilt:
- Johann Cyprian (1569–1631) erhielt die Gerichtsbarkeit über Castelfondo;
- Georg Sigismund (1573–1651) bekam Castell Brughier;
- Christoph Simon (1582–1635) erbte eine Anzahl von Liegenschaften, aber keine Burg.

Der Letztere machte dennoch große Sprünge, dank des Dreißigjährigen Krieges: vom Nonsberg nach Böhmen, vom Herrn über Berghöfe zum Besitzer riesiger Schlösser und Ländereien, vom Ritter zum Reichsgrafen. Im Türkenkrieg erwarb er sich das Vertrauen Kaiser Ferdinands II. (1578–1637), wurde später Ausbilder und enger Vertrauter von dessen Sohn, dem ungarischen König und späteren Kaiser Ferdinand III., und konnte sich vor allem an den Verwertungen der konfiszierten Güter der protestantischen böhmischen Exulanten nach der Niederschlagung des Böhmischen Ständeaufstandes beteiligen, was ihn zu einem der größten Grundherren im Egertal machte. 1629 griff er sogar nach Thüringen und erwarb dort die große Grafschaft Hohenstein, die bis vor kurzem reichsunmittelbar gewesen war. Da er als Ordensritter dem Zölibat unterlag, hinterließ er alles seinem Bruder Johann Cyprian, der Castelfondo verließ, und seinen Neffen, die aber im weiteren Verlauf des Krieges, 1642, die Grafschaft Hohenstein wieder räumen mussten. Die böhmischen Besitzungen indes blieben der Familie bis 1945 erhalten und wurden durch Erbschaften und Zukäufe vermehrt.
Mit ihm gemeinsam wurden am 24. August 1629 in den Reichsgrafenstand mit Hoch- und Wohlgeboren erhoben die Brüder:
- Wolfgang Dietrich,
- Rudolf, k.k. Kämmerer u. Ritter des Deutschen Ordens,
- Christoph Richard, Domherr zu Trient,
- Johann Jacob
- Maximilian.

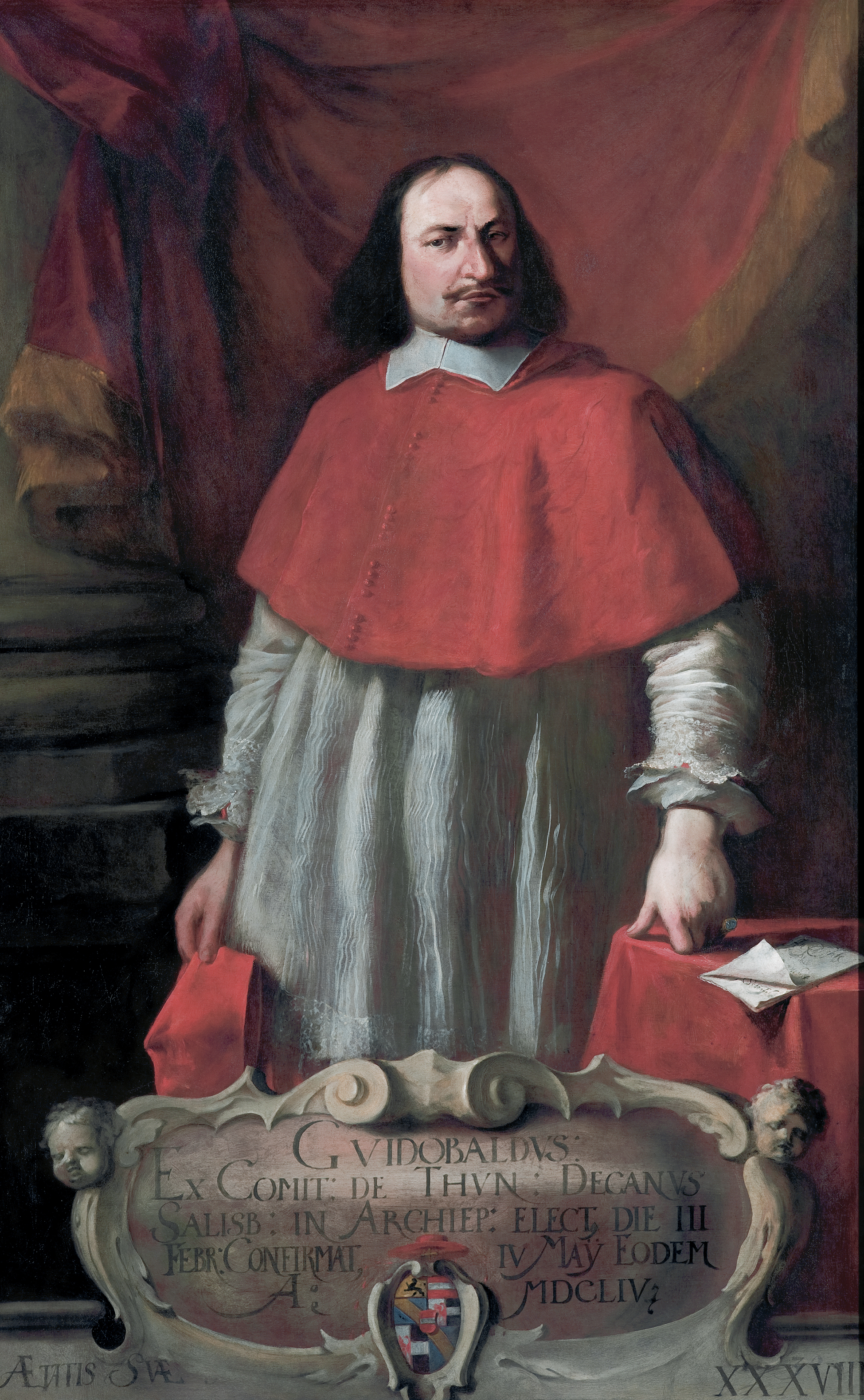
Kardinal Guidobald von Thun und Hohenstein (1616–1668), Fürsterzbischof von Salzburg

Erstmals 1654 wurde ein Thun Reichsfürst: Guidobald von Thun und Hohenstein (1616–1668) aus Castelfondo als Fürsterzbischof von Salzburg; 1662 wurde er von Kaiser Leopold I. zum Prinzipalkommissar auf dem Immerwährenden Reichstag in Regensburg ernannt, und 1667 wurde er Kardinal.
Die Familie übte entscheidenden Einfluss auf die Geschichte Welschtirols aus. In ihrem Stammland, dem Hochstift Trient, stellte sie bald darauf ebenfalls vier regierende Fürstbischöfe (aus der Linie Castell Thun):
- Sigmund Alphons Graf von Thun und Hohenstein 1668–1677
- Dominikus Anton Graf von Thun und Hohenstein 1730–1758
- Peter Michael Vigil Graf von Thun und Hohenstein 1776–1800
- Emanuel Maria Graf von Thun und Hohenstein 1800–1818

Im 17. und 18. Jahrhundert konsolidierten die Tiroler Linien der Familie Thun die Macht und den Reichtum ihres Hauses. Die zahlreiche Nachkommenschaft der Linie Castell Brughier gründete weitere Zweige: die sog. zweite und letzte Linie von Castell Caldes, die Linie Croviana und die Linie Castelfondo. Unter den vielen Persönlichkeiten, die im politischen, militärischen und kirchlichen Bereich hochrangige Positionen erreichten, sei nur Emanuel Maria Graf von Thun und Hohenstein aus der Linie Castell Brughier genannt, der in der schwierigen Zeit 1800–1818 in Trient das zuletzt nur mehr kirchliche Amt des Bischofs bekleidete.
Böhmen und Mähren
Johann Cyprian ging nach Böhmen, wo er die böhmische Linie der Familie Thun gründete. Diese spaltete sich wiederum in die drei Majorate Klösterle/Klášterec nad Ohří (erworben 1621), Choltitz/Choltice (erworben um 1621, mit Pětipsy seit 1629) und Tetschen/Děčín (erworben Mitte des 17. Jahrhunderts), mit dem bereits 1629 erworbenen Jílové u Děčína (Eulau), sowie den Zweig Benatek-Ronsberg (ab 1. Hälfte 19. Jh., zuletzt Kinsky) auf.
Die böhmische Linie stellte vier Bischöfe von Passau, die zugleich als Fürstbischöfe das reichsunmittelbare Hochstift Passau regierten:
- Wenzeslaus von Thun und Hohenstein (1629–1673), Fürstbischof von Passau und Gurk
- Joseph Maria Graf von Thun und Hohenstein (1713–1763)
- Thomas Johann Nepomuk Graf von Thun und Hohenstein (1737–1796)
- Leopold Leonhard von Thun und Hohenstein (1748–1826)

Mit dem Adelsaufhebungsgesetz im April 1919 verloren alle österreichischen Familien ihre Adelstitel und Adelsattribute, sodass seither für alle österreichischen Staatsbürger dieser Familie ihr amtlicher Name mit Thun-Hohenstein festgelegt ist. Die Tridentiner und Südtiroler Zweige behielten ihren Adelstitel im Königreich Italien offiziell bis 1946, die deutschen führen ihn als Namensbestandteil (Graf bzw. Gräfin von Thun und Hohenstein) bis heute fort.
Die Besitzungen in Böhmen und Mähren (ab 1918 in der Tschechoslowakei) gingen durch die Enteignungen im Zuge der Beneš-Dekrete 1946 verloren, die Familienangehörigen wurden entschädigungslos vertrieben.

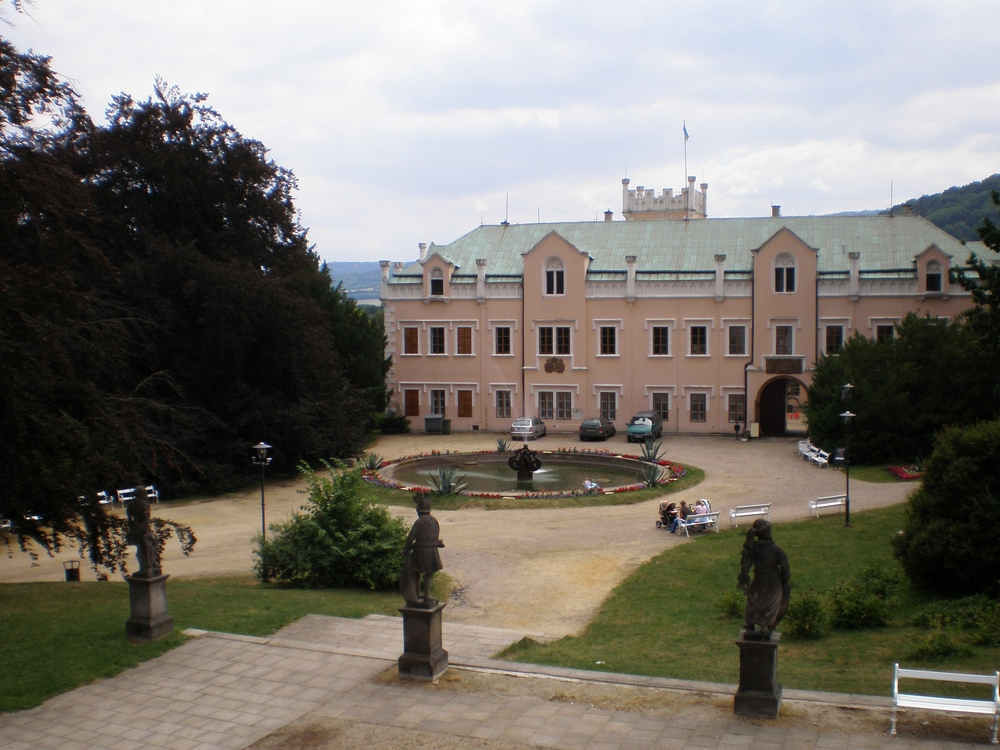
Schloss Klášterec nad Ohří (Klösterle an der Eger)
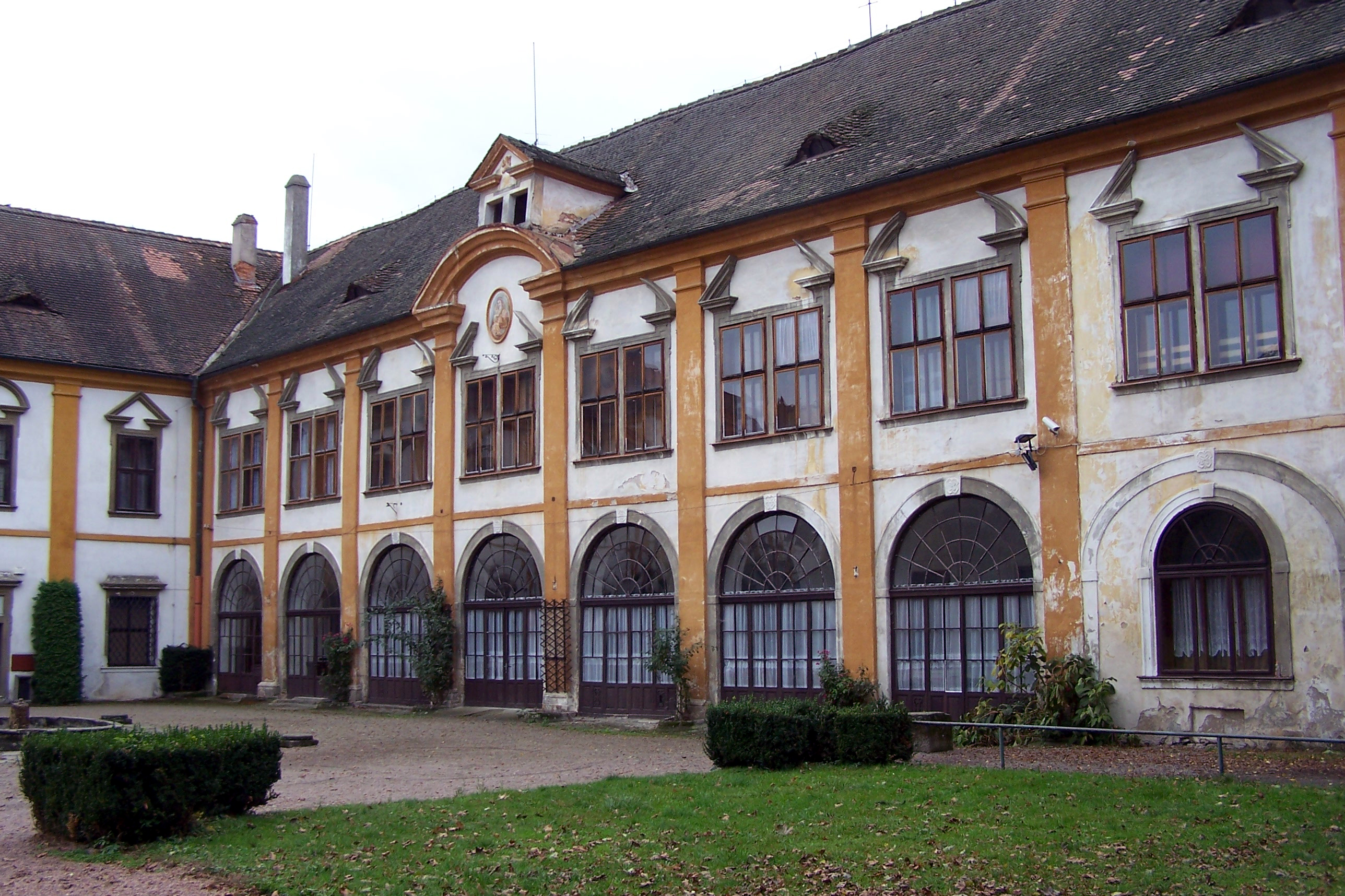
Schloss Choltice
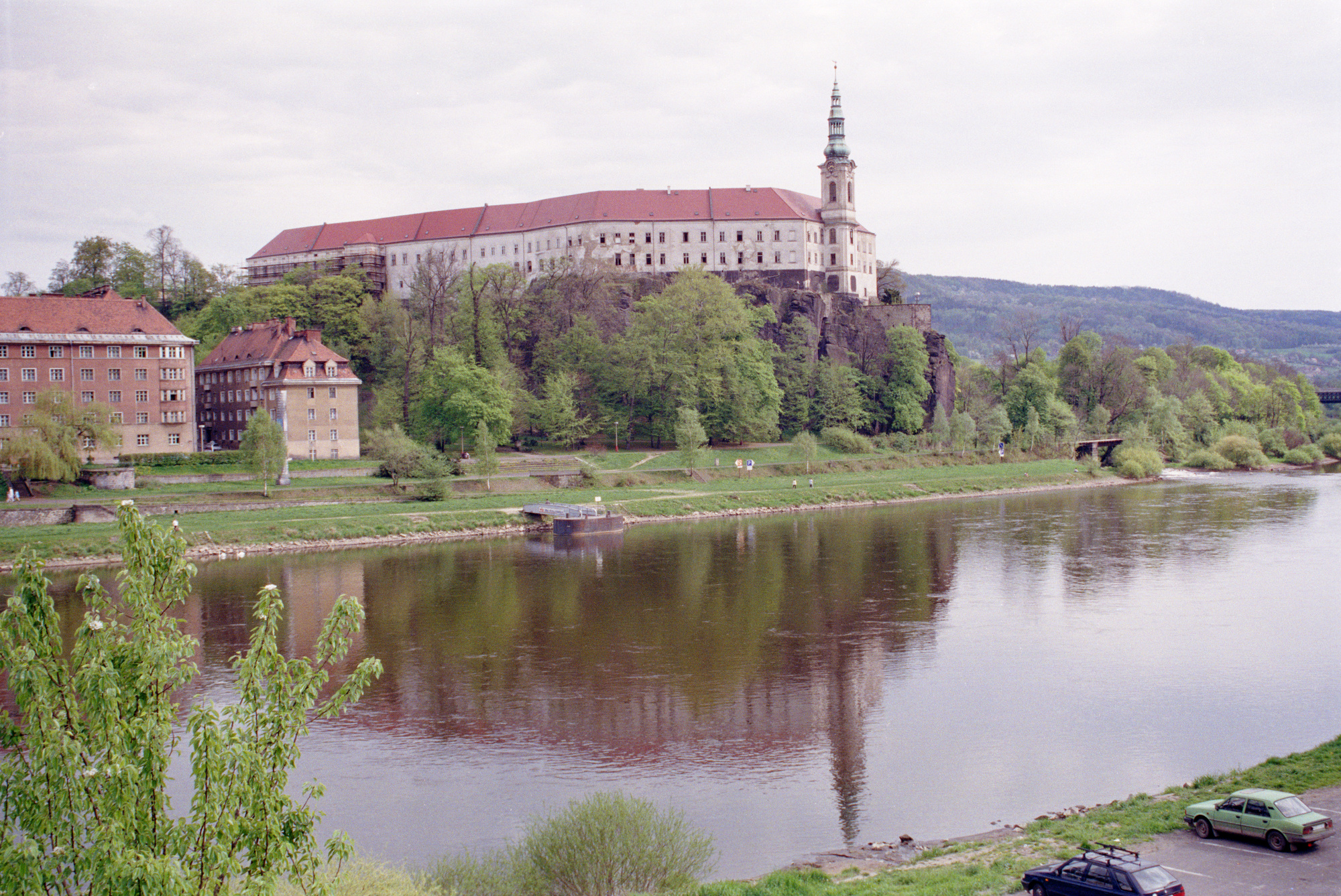
Schloss Děčín (Tetschen) an der Elbe
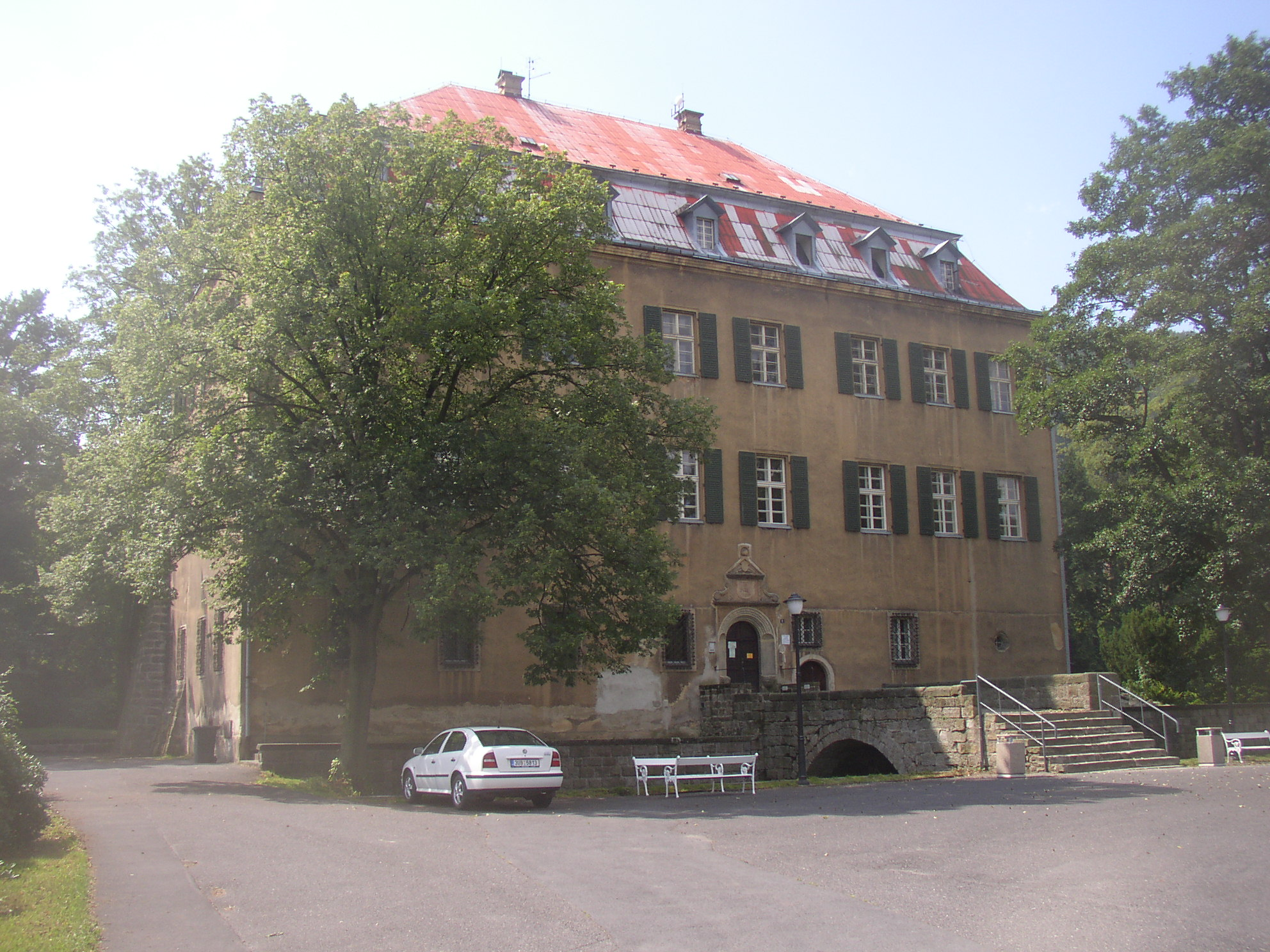
Schloss Jílové u Děčína (Eulau)
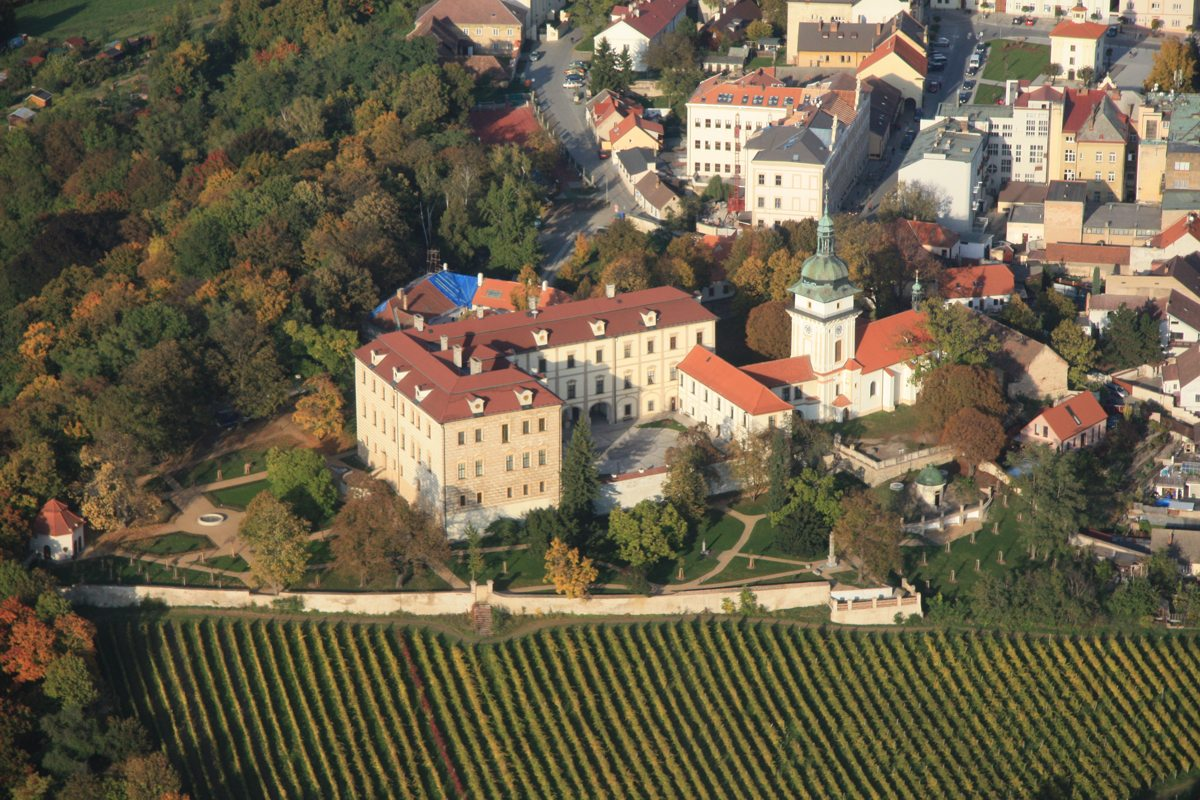
Schloss Benátky nad Jizerou (Benatek)
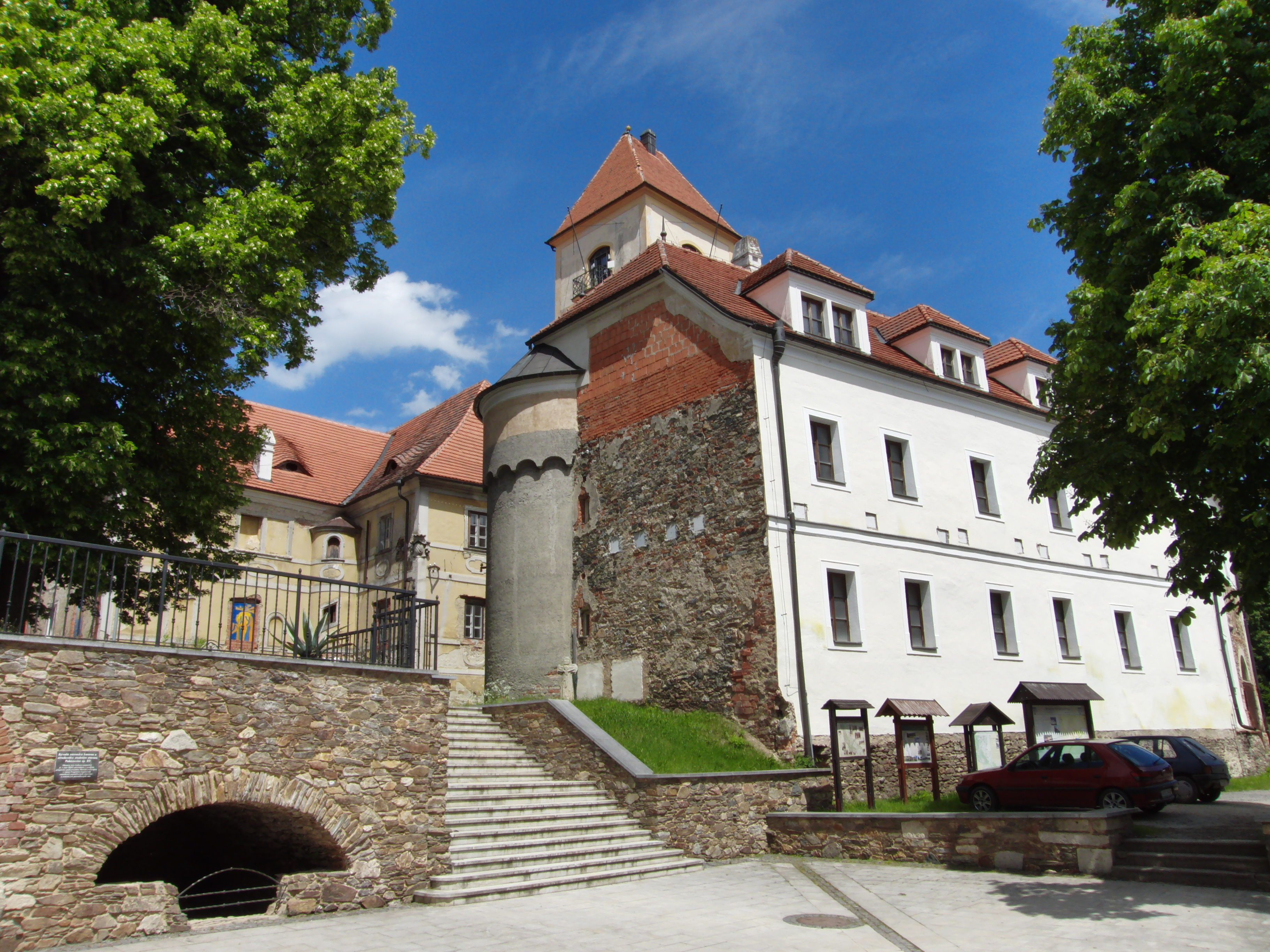
Schloss Ronsberg
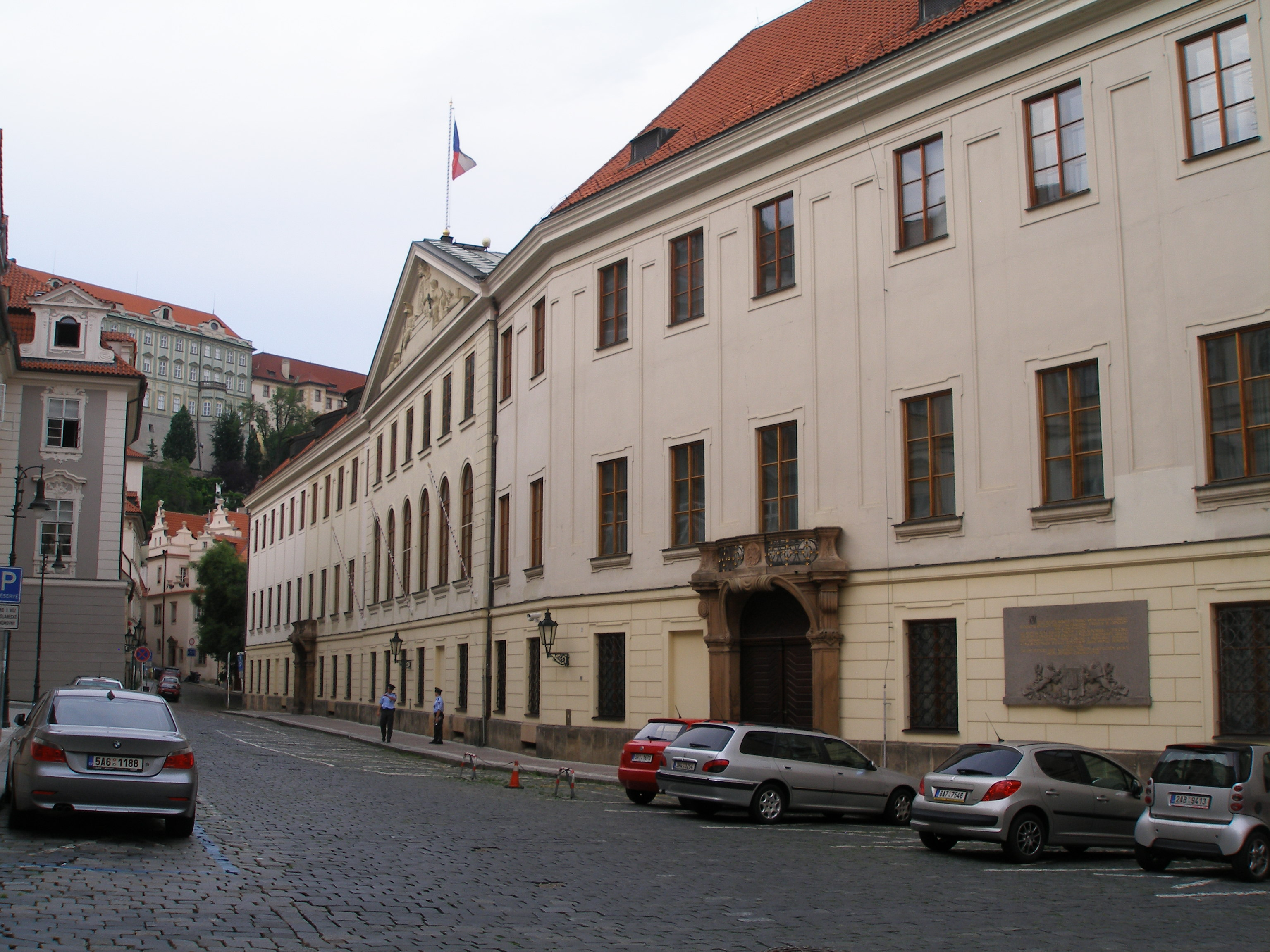
Palais Thun, Prag (Sněmovní, Malá Strana, Abgeordnetenhaus)
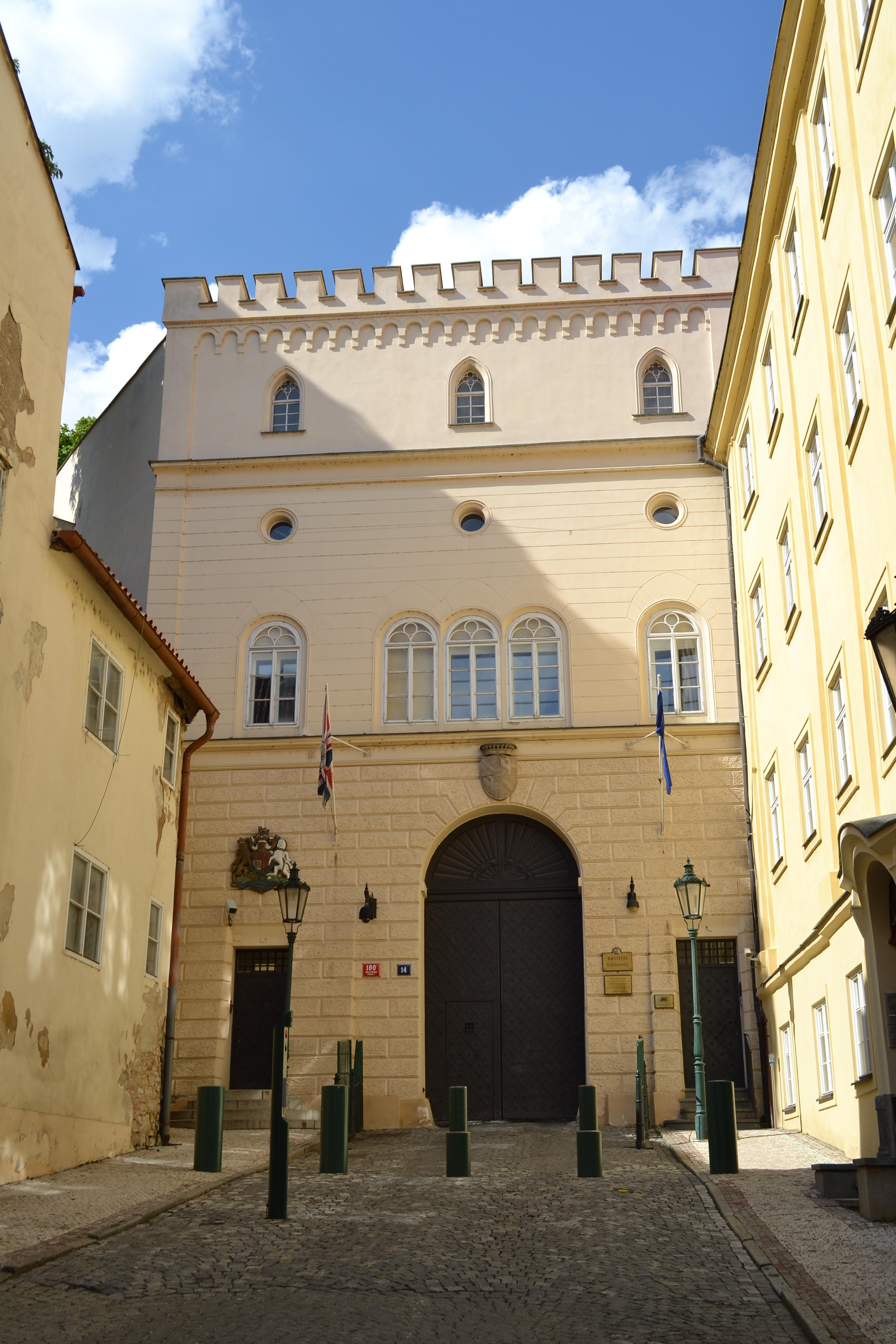
Thun-Palais, Prag (Thunovská, brit. Botschaft)
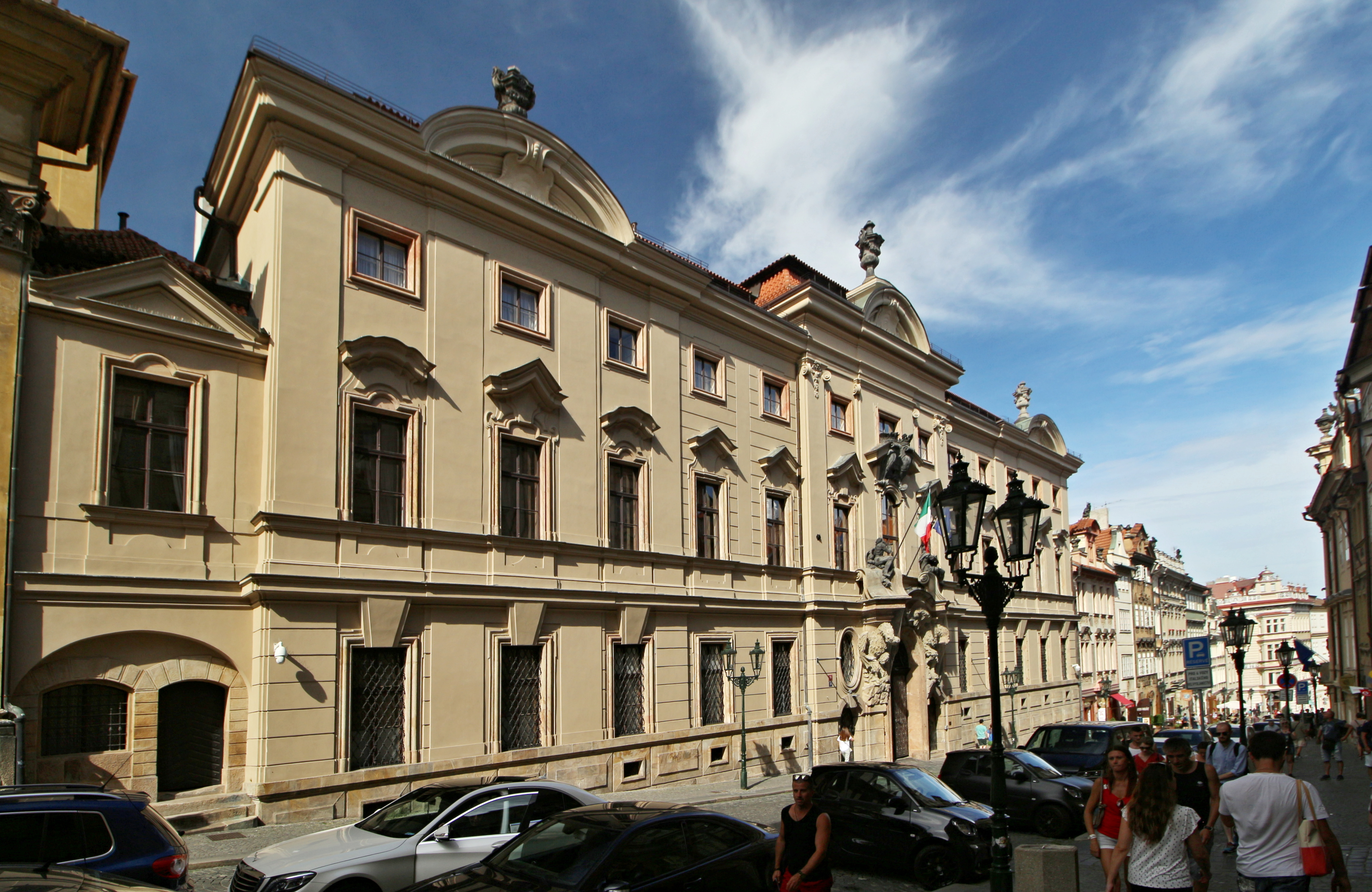
Palais Thun-Hohenstein-Kolowrat, Prag (Malá Strana, ital. Botschaft)

## Wappen
Das Stammwappen zeigt in Blau einen goldenen Schrägrechtsbalken. Auf dem Helm mit blau-goldenen Decken zwei blaue Büffelhörner, belegt mit einem goldenen Schrägrechts- bzw. Schräglinksbalken.
Der gelegentlich zu sehende rot- weiß/silber-rot gestreifte Herzschild stammt von den 1464 durch die Thun beerbten Herren von Caldes aus Caldes (Trentino) und wurde von der entsprechenden Linie geführt und auch ins Grafenwappen übernommen.

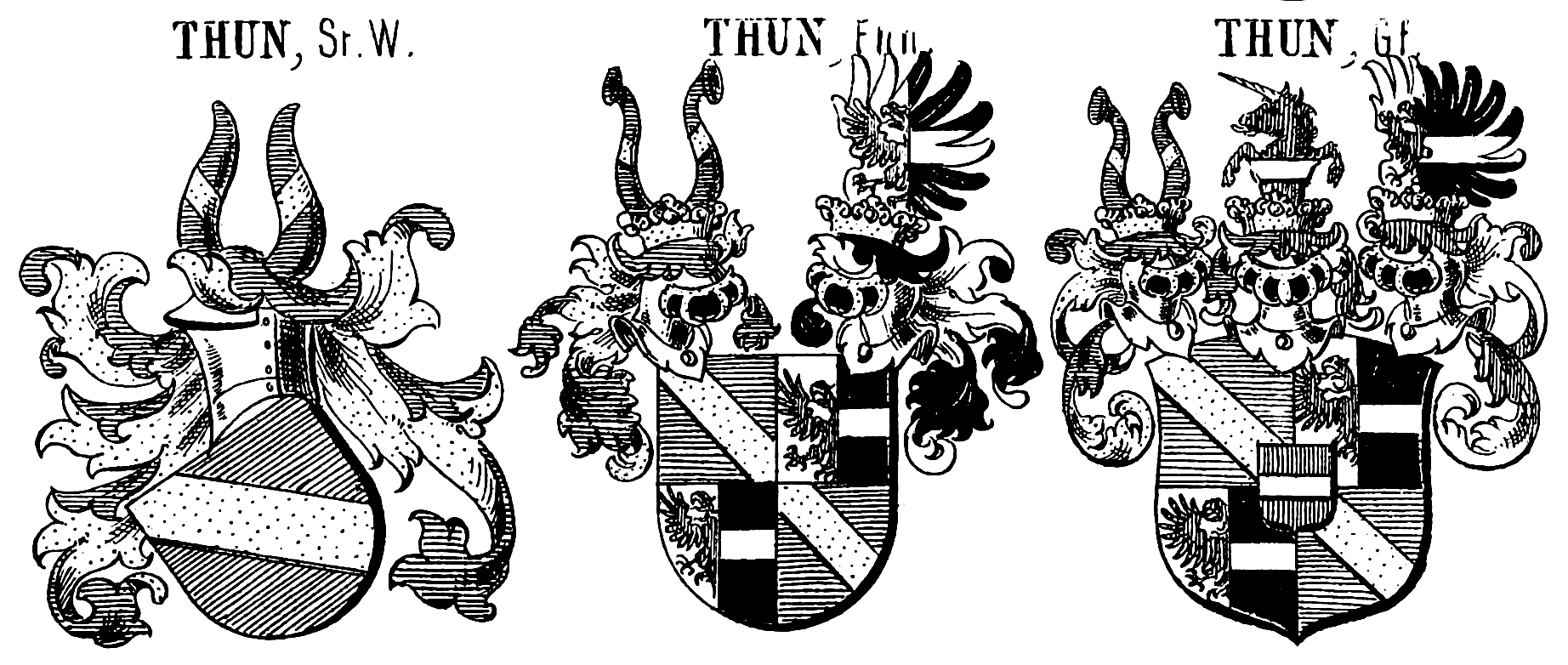
Stamm-, Freiherren- und Grafenwappen derer von Thun und Hohenstein
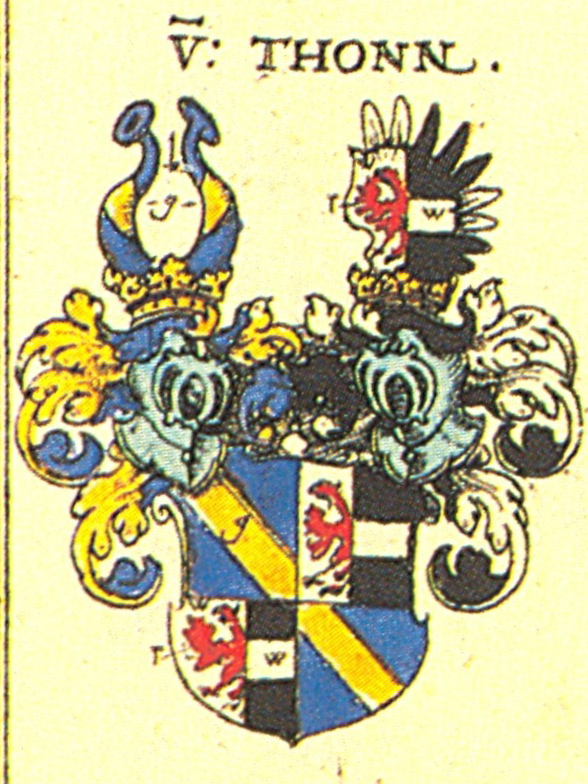
Wappen aus Johann Siebmachers Wappenbuch, 1605
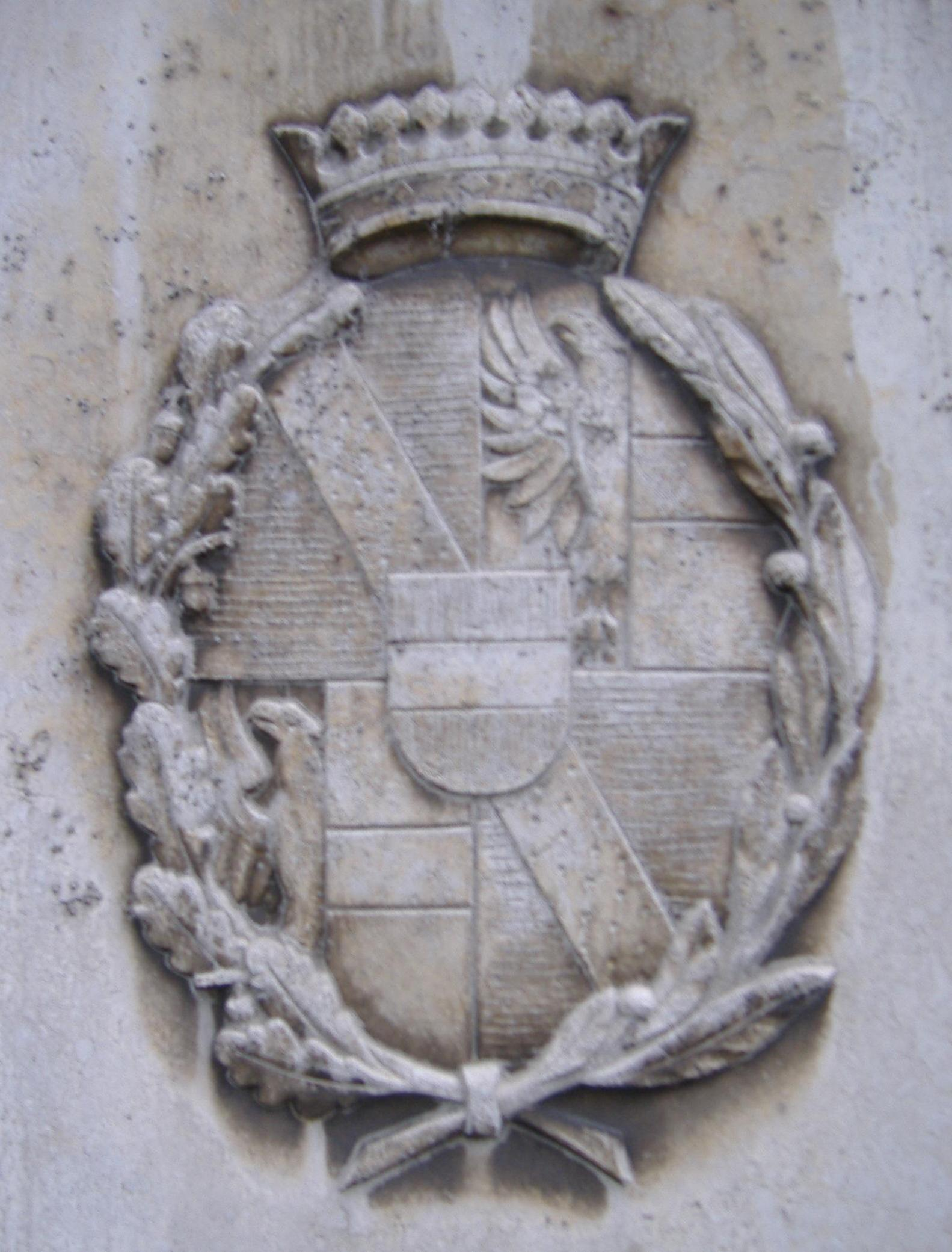
Wappen der gräflichen Linie auf einem Grabstein, Katholischer Friedhof an der Hermanstraße
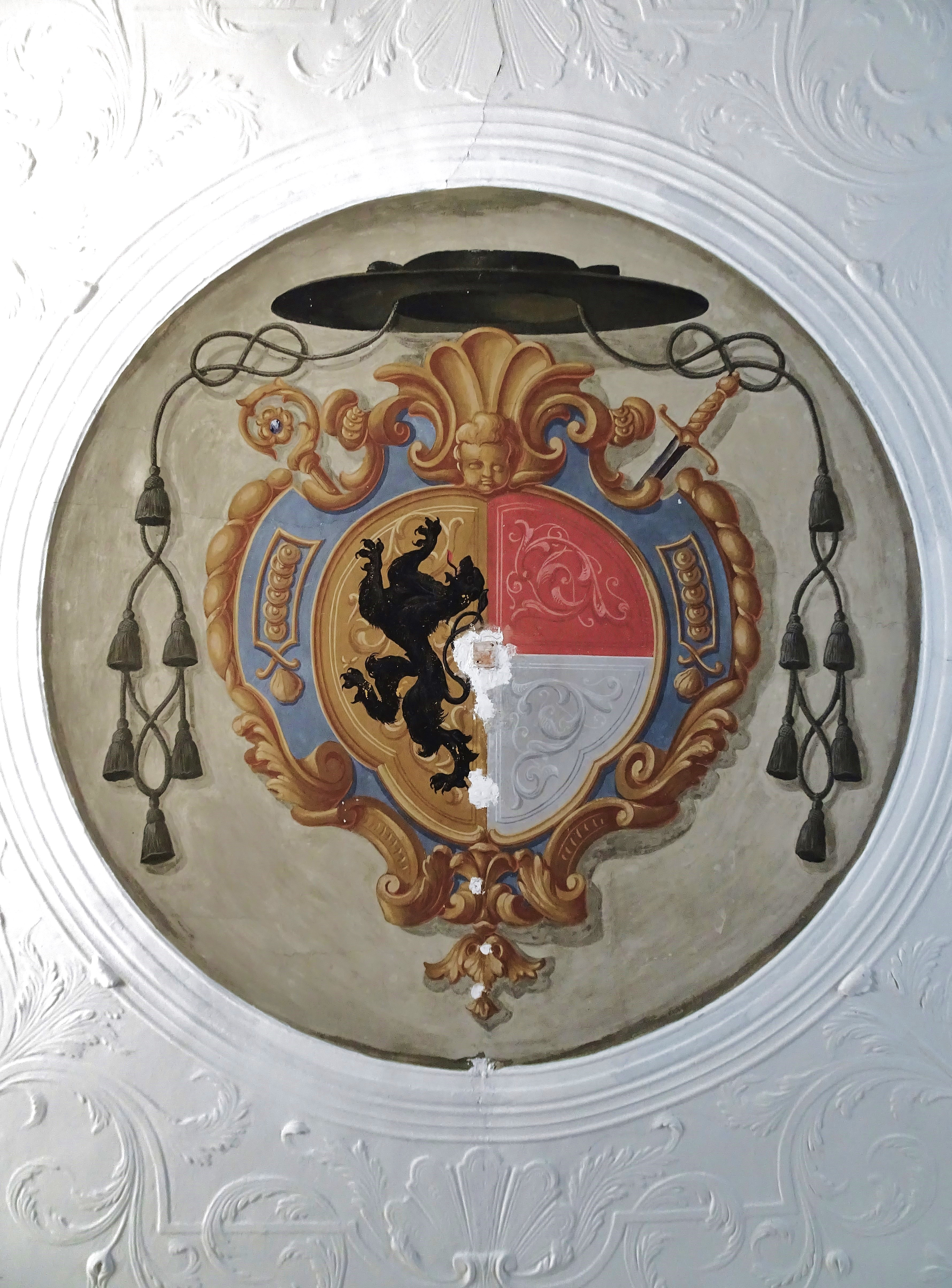
Wappen des Fürstbischofs Jakob I. Maximilian von Thun-Hohenstein als Deckengemälde im Schloss Grades

## Bekannte Namensträger

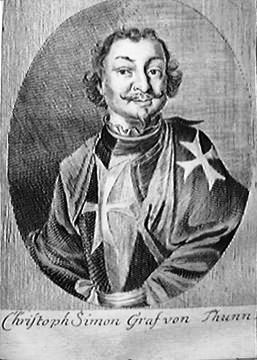
Christoph Simon von Thun (1582–1635) aus Castel Brughier; Obersthofmeister und Vertrauter von Ferdinand III., Erwerber der böhmischen Güter (Klösterle, Tetschen u. a.) und der Grafschaft Hohenstein, 1604 Freiherr, 1629 Reichsgraf.

- Christoph Simon von Thun (1582–1635) Prior des Malteserordens und Obersthofmeister
- Guidobald von Thun und Hohenstein (1616–1668), Kardinal, Fürsterzbischof von Salzburg und Bischof von Regensburg
- Sigmund Alphons Graf von Thun und Hohenstein (1621–1677), Fürstbischof von Brixen und Trient
- Wenzeslaus von Thun und Hohenstein (1629–1673), Fürstbischof von Passau und Gurk
- Maximilian von Thun-Hohenstein (1638–1701), kaiserlicher Geheimer Rat und Ahnherr der böhmischen Linie der Familie Thun-Hohenstein
- Franz Sigismund von Thun und Hohenstein (1639–1702), Johanniterritter und Generalkapitän der Ordensflotte
- Johann Ernst von Thun und Hohenstein (1643–1709), Fürsterzbischof von Salzburg und Bischof von Seckau
- Rudolph Joseph Graf von Thun und Hohenstein (1652–1702), Fürstbischof von Seckau
- Eleonore Barbara von Thun und Hohenstein (1661–1723), Fürstin von Liechtenstein
- Dominicus Anton Graf von Thun und Hohenstein (1686–1758), Fürstbischof von Trient
- Jakob Maximilian von Thun und Hohenstein (1681–1741), Fürstbischof von Gurk
- Johann Joseph Anton Graf von Thun und Hohenstein (1711–1788), Mozart schrieb für ihn seine 36. Sinfonie
- Joseph Maria Graf von Thun und Hohenstein (1713–1763), Fürstbischof von Passau
- Peter Michael Vigil Graf von Thun und Hohenstein (1724–1800), Fürstbischof von Trient
- Thomas Johann Nepomuk Graf von Thun und Hohenstein (1737–1796), Fürstbischof von Passau
- Leopold Leonhard von Thun und Hohenstein (1748–1826), Fürstbischof von Passau
- Maria Anna von Thun und Hohenstein (1697–1716), Prinzessin von Liechtenstein
- Maria Theresia von Thun und Hohenstein (1847–1934), Gräfin
- Emanuel Maria von Thun und Hohenstein (1763–1818), Bischof von Trient
- Karl von Thun und Hohenstein (1803–1876), österreichischer Feldmarschall-Leutnant
- Friedrich von Thun und Hohenstein (1810–1881), österreichischer Diplomat, Präsidialgesandter am deutschen Bundestag
- Leo von Thun und Hohenstein (1811–1888), österreichischer Minister und Bildungsreformer
- Sigmund von Thun und Hohenstein (1827–1897), Landespräsident von Salzburg, Statthalter des Kaisers in Mähren
- Galeas (Galeazzo) Maria Graf von Thun und Hohenstein (1850–1931), Großmeister des Malteserordens
- Oswald von Thun und Hohenstein (Kammerherr) (1631–1694), kaiserlicher Kammerherr und Berater
- Oswald von Thun und Hohenstein (Industrieller, 1817) (1817–1883), böhmisch-österreichischer Adeliger und Industrieller
- Oswald von Thun und Hohenstein (Industrieller, 1849) (1849–1913), böhmisch-österreichischer Industrieller und Politiker
- Oswald von Thun und Hohenstein (Industrieller, 1879) (1879–1942), böhmisch-österreichischer Adeliger und Industrieller
- Jaroslaw von Thun und Hohenstein (* 23. Mai 1864 in Tetschen; † 5. März 1929 in Tetschen), Fürst
- Maximilian Thun-Hohenstein (1887–1935) , österreichischer Mediziner
- Paul Thun-Hohenstein (1884–1963), österreichischer Diplomat und Autor
- Erwein Sigmund Graf von Thun und Hohenstein (1896–1946), Offizier, zuletzt Major im militärischen Geheimdienst der Wehrmacht
- Roderich Graf von Thun und Hohenstein (1908–1983), deutscher Jurist und politischer Aktivist
- Ferdinand Thun (1921–2022), Diplomat im Dienst der DDR
- Franz von Thun und Hohenstein (Offizier) (Graf von T. u. H.; 1826–1888), österreichischer Offizier
- Franz von Thun und Hohenstein (Politiker) (Fürst von T. u. H.; 1847–1916), österreichischer Politiker
- Franz Anton I. von Thun und Hohenstein (1786–1873), österreichischer Adliger
- Franz Anton II. von Thun und Hohenstein (1809–1870), österreichischer Kunstmäzen
- Eleonore Thun-Hohenstein (1924–2013), österreichische Schriftstellerin und Journalistin
- Nyota Thun (1925–2021), Literaturwissenschaftlerin
- Friedrich von Thun (* 1942), Schauspieler
- Georg Graf von Thun und Hohenstein (1946–2007), deutscher Wirtschaftsprüfer
- Franziska Thun-Hohenstein (* 1951), Slawistin
- Matteo Thun (* 1952), italienischer Architekt
- Romedio Graf von Thun-Hohenstein (* 1952), Militärhistoriker und Forstwirt
- Róża Thun (* 1954), Publizistin und Mitglied des Europäischen Parlaments
- Christoph Thun-Hohenstein (* 1960), österreichischer Jurist, Diplomat, Kunstmanager und Publizist
- Felicitas Thun-Hohenstein (* 1964), österreichische Kunsthistorikerin und Kuratorin
- Max von Thun (* 1977), Schauspieler